# (3289) Mitani
(3289) Mitani est un astéroïde de la ceinture principale découvert le 7 septembre 1934 par l'astronome allemand Karl Wilhelm Reinmuth. Le lieu de découverte est Heidelberg (024). Sa désignation provisoire était 1934 RP.